# Lil Pump (álbum)
Lil Pump é o álbum de estreia homônimo do rapper norte-americano Lil Pump. Seu lançamento ocorreu em 6 de outubro de 2017, através das gravadoras Tha Lights Global e Warner Records. O álbum conta com as participações de seu amigo também rapper Smokepurpp, ao lado de Lil Yachty, Chief Keef, Gucci Mane, 2 Chainz e Rick Ross. O trabalho conta com a produção de Bighead, Ronny J, Mr. 2-17, CBMix, entre outros, além dos cinco singles – "Boss", "Flex Like Ouu", "Molly", "D Rose" e "Gucci Gang".
O álbum estreou na terceira posição da Billboard 200, com vendas na primeira semana de 45.000 unidades equivalentes. Recebeu certificado de ouro pela Recording Industry Association of America.

## Recepção da crítica
A revista XXL aclamou o álbum dizendo que "é um projeto que confirma a chegada de seu criador ao seu lugar como um dos principais nomes na cena do SoundCloud rap". Ainda avaliou o rapper como "bom rimador, embora repetitivo, que compensa o que lhe falta em termos de profundidade, estrutura e variedade, com uma paixão desenfreada, refrões cativantes e um bom ouvido para produções atraentes.
Evan Rytlewski, do site Pitchfork, deu nota 6.9/10 escrevendo que Lil Pump soava "completamente animado" em todo o álbum, e chamando cada faixa de "super, hiper cativante".

## Performance comercial
O álbum estreou na terceira posição da Billboard 200, com vendas na primeira semana de 45.000 unidades equivalentes. Em 21 de junho de 2018, o álbum recebeu certificado de ouro da Recording Industry Association of America (RIAA), com mais de meio milhão de vendas de unidades equivalentes ao álbum nos Estados Unidos.

## Faixas
Créditos adaptados do Tidal.
| N.º            | Título                                    | Compositor(es)                                                           | Produtor(es)                                              | Duração |  |
| 1.             | "What U Sayin'" (com Smokepurpp)          | Gazzy Garcia Omar Pineiro Travis Broderick, Jr. David Morales            | Fadedblackid Trapphones [a]                               | 2:20    |  |
| 2.             | "Gucci Gang"                              | Garcia Brenden Murray Gerrell Nealy                                      | Bighead Gnealz                                            | 2:04    |  |
| 3.             | "Smoke My Dope" (com Smokepurpp)          | Garcia Pineiro Ronald Spence, Jr.                                        | Ronny J                                                   | 2:15    |  |
| 4.             | "Crazy"                                   | Garcia Murray                                                            | Bighead                                                   | 2:05    |  |
| 5.             | "Back" (com Lil Yachty)                   | Garcia Miles McCollum Nosakhere Andrews                                  | Mr. 2-17                                                  | 3:17    |  |
| 6.             | "D Rose"                                  | Garcia Jaeqwan Sanders                                                   | Terrotuga                                                 | 2:15    |  |
| 7.             | "At the Door"                             | Garcia Murray Christopher Barnett                                        | Bighead CBMix                                             | 2:03    |  |
| 8.             | "Youngest Flexer" (com Gucci Mane)        | Garcia Murray Radric Davis                                               | Bighead                                                   | 3:19    |  |
| 9.             | "Foreign"                                 | Garcia Bryan Simmons                                                     | TM88                                                      | 1:52    |  |
| 10.            | "Whitney" (com Chief Keef)                | Garcia Keith Cozart James Montgomery Murray                              | Bighead Captain Crunch [a]                                | 3:12    |  |
| 11.            | "Molly"                                   | Garcia Murray Spence                                                     | Bighead Ronny J                                           | 2:02    |  |
| 12.            | "Iced Out" (com 2 Chainz)                 | Garcia Tauheed Epps Andrews                                              | Mr. 2-17                                                  | 3:12    |  |
| 13.            | "Boss"                                    | Garcia Sebastian Baldeon                                                 | Diablo                                                    | 1:46    |  |
| 14.            | "Flex Like Ouu"                           | Garcia Miguel Curtidor Spence Adam Feeney Matthew Tavares Chester Hansen | Danny Wolf Ronny J Frank Dukes [a] Tavares [b] Hansen [b] | 1:48    |  |
| 15.            | "Pinky Ring" (com Smokepurpp e Rick Ross) | Garcia Pineiro William Roberts II Ray Fraser                             | Illa Da Producer                                          | 3:12    |  |
| Duração total: | Duração total:                            | Duração total:                                                           | Duração total:                                            | 36:41   |  |

 Notas 
- ↑[a]  denota co-produtor
- ↑[b]  denota produtor adicional
- "What U Sayin'" foi originalmente intitulada What You Gotta Say

## Créditos
Créditos adaptados do Tidal.
| Artistas - Lil Pump – artista principal - Smokepurpp – artista convidado (faixas 1, 3, 15) - Lil Yachty – artista convidado (faixa 5) - Gucci Mane – artista convidado (faixa 8) - Chief Keef – artista convidado (faixa 10) - 2 Chainz – artista convidado (faixa 12) - Rick Ross – artista convidado (faixa 15) Equipe técnica - Christopher Barnett – engenheiro de mixagem - Josh Goldenberg – engenheiro de gravação (faixa 2) | Produção - Fadedblackid – produtor (faixa 1) - Trapphones – co-produtor (faixa 1) - Bighead – produtor (faixas 2, 4, 7, 8, 10, 11) - Gnealz – produtor (faixa 2) - Ronny J – produtor (faixas 3, 11, 14) - Mr. 2-17 – produtor (faixas 5, 12) - Terrotuga – produtor (faixa 6) - CBMix – produtor (faixa 7) - TM88 – produtor (faixa 9) - Captain Crunch – co-produtor (faixa 10) - Diablo – produtor (faixa 13) - Danny Wolf – produtor (faixa 14) - Frank Dukes – co-produtor (faixa 14) - Matthew Tavares – produtor adicional (faixa 14) - Chester Hansen – produtor adicional (faixa 14) - Illa da Producer – produtor (faixa 15) |

## Desempenho nas paradas
| Tabela musical (2019)                         | Melhor posição |
| --------------------------------------------- | -------------- |
| Bélgica (Ultratop 50 de Flandres)             | 80             |
| Bélgica (Ultratop 40 da Valônia)              | 74             |
| Canadá (Canadian Albums Chart)                | 6              |
| Dinamarca (Hitlisten)                         | 36             |
| Estados Unidos (Billboard 200)                | 3              |
| Estados Unidos (Billboard R&B/Hip-Hop Albums) | 2              |
| Finlândia (Suomen virallinen lista)           | 10             |
| Itália (FIMI)                                 | 19             |
| Noruega (VG-lista)                            | 20             |
| Nova Zelândia (NZ Top 40 Albums)              | 1              |
| Países Baixos (MegaCharts)                    | 46             |
| Suécia (Sverigetopplistan)                    | 1              |